# Огородный проезд
Огоро́дный прое́зд — улица на севере Москвы в Бутырском районе Северо-Восточного административного округа, между 17-м проездом Марьиной Рощи и улицей Фонвизина. На улице находятся Останкинский завод бараночных изделий, Останкинский мясоперерабатывающий комбинат и Останкинский пивоваренный завод.

## Происхождение названия
Изначально назывался как Безымянная улица. Получила современное название с изменением типа городского объекта в 1927 году по находившимся здесь огородам.

## Расположение
Огородный проезд начинается как продолжение 17-го проезда Марьиной Рощи, проходит с юго-востока на северо-запад, пересекает проезд Добролюбова, улицы Руставели и Добролюбова и заканчивается на пересечении с улицей Фонвизина, переходя после неё в улицу Милашенкова.

### В городской дорожной структуре
Проезд является частью важной северной магистрали: Шереметьевская улица—Огородный проезд—улица Милашенкова—улица Комдива Орлова—Ботаническая улица—Алтуфьевское шоссе.

Тем не менее, в 2016 году сквозное движение по улице было перекрыто для строительства метро Люблинской ветки до станции «Петровско-Разумовская». После завершения строительных работ сквозное движение по Огородному проезду было восстановлено.

## Транспорт

### Метро
На улице расположены станции метро «Фонвизинская» и «Бутырская».
В непосредственной близости от улицы расположена железнодорожная платформа «Останкино».

### Монорельс
На улице расположена станция монорельса «Улица Милашенкова».

### Автобусное сообщение
По Огородному проезду проходят маршруты автобусов (данные на 07 февраля 2025 года):
- 519:  Тимирязевская —  Фонвизинская —  Бутырская —  Марьина Роща —  Рижский вокзал
- 512:  Тимирязевская —  Фонвизинская —  Тимирязевская —  Бутырская —  Марьина Роща - Складочная улица
- 539:  Тимирязевская —  Фонвизинская —  Бутырская —  Рижский вокзал
- т29:  Владыкино/ Владыкино —  Фонвизинская —  Бутырская —  Дмитровская —  Савёловский вокзал —  Динамо
- С585 Огородный проезд - Капельский переулок

## Примечательные места, здания и сооружения

### Здания
Всего: 38 домов.

| - 1а - 2 - 4 - 5 - 6 - 7 - 8 | - 9 - 9а - 9бс1 - 9с10 - 9с11 - 9с18 - 9с2 | - 9с4 - 9с6 - 9с7 - 9с8 - 10 - 11 - 12 | - 14 - 15 - 16 - 17 - 18 - 19 - 19а | - 20 - 20а - 21 - 21ака - 21акб - 21в - 22а | - 23 - 25/20 - 25а |

### Учреждения и организации
По нечётной стороне:

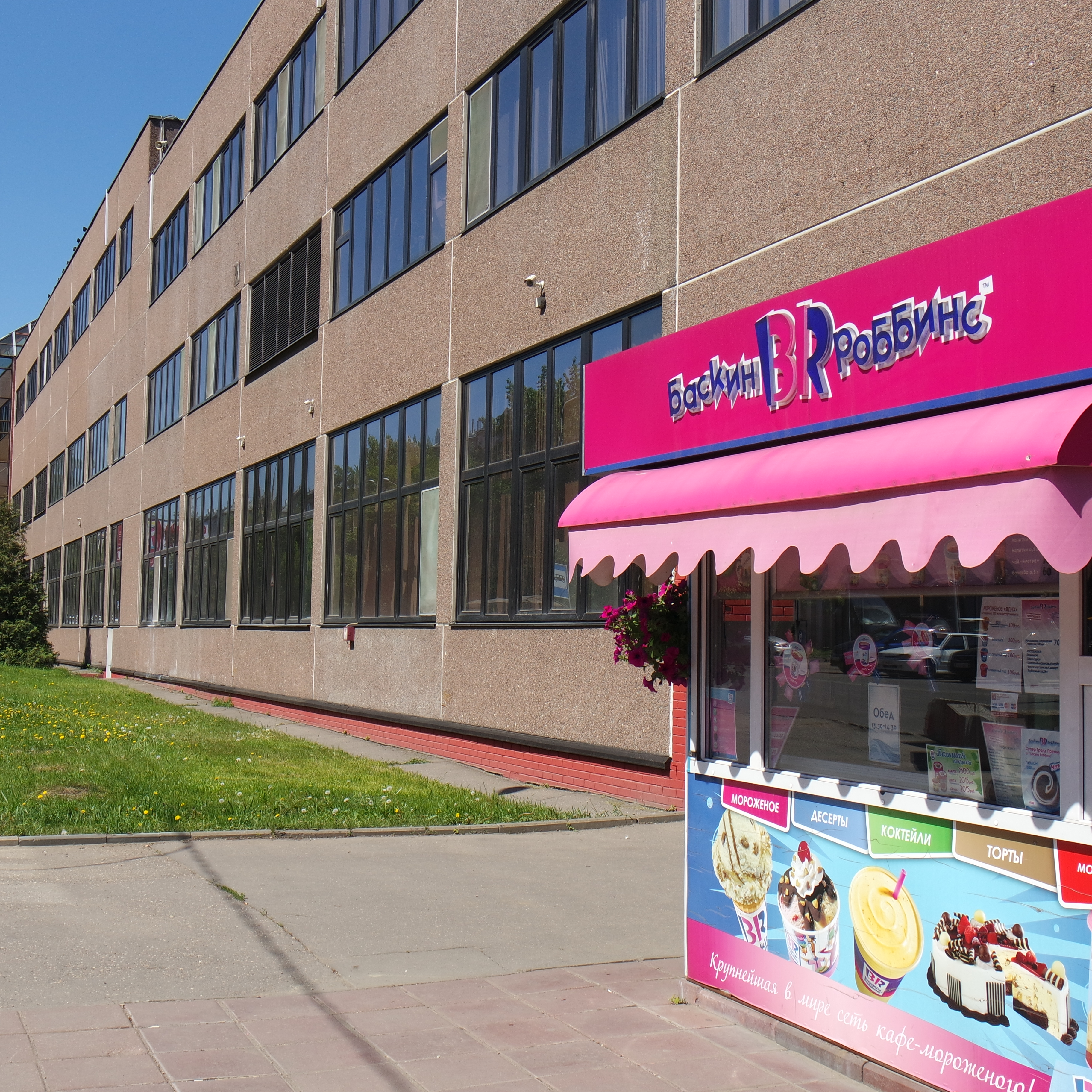
Фабрика мороженого Baskin-Robbins и розничный киоск рядом с ней

- Дом 1А — спецавтопредприятие «Фурнитура»;
- Дом 5 — «Промэнерго»: НПК «Энергоресурсы»; промышленно-коммерческая фирма «Линас»; Спецпромэлектроника; ЗАО «Новое измерение РУ»; журналы «Мир силы», «Качай мускулы»; компания ЗАО «ИКС-холдинг»; Компания «Теле-Курс» (Call-Центр);
- Дом 5, строение 2 — Суд по интеллектуальным правам;
- Дом 11 — Останкинский завод бараночных изделий; мебельный салон «Дэфо»;
- Дом 19А — детский сад № 2151;
- Дом 19 — дополнительный офис Сбербанка России № 7981/0998;
- Дом 21, строение 1 — комплексный центр социального обслуживания Бутырский;
- Дом 25 — магазин «Алёнка».

По чётной стороне:
- Дом 2 — «Асфальтобетон», участок № 3;
- Дом 8 — компания «Камбио»;
- Дом 12/20 — здание МГТС, АТС;
- Дом 16 — Фабрика мороженого Baskin-Robbins (бывший Мосхладокомбинат № 9);
- Дом 16, строение 17 — холдинговая компания «Сегодня-пресс»;
- Дом 18 — Останкинский мясоперерабатывающий комбинат;
- Дом 20А — филиал Автокомбината № 36;
- Дом 20 — Останкинский пивоваренный завод; компания «Данс».

На углу улицы Руставели и данной улицы находятся завод плавленых сыров «Карат» и Московский молодёжный театр Вячеслава Спесивцева.